# Hiro Mashima
Hiro Mashima (jap. 真島 ヒロ Mashima Hiro) (ur. 3 maja 1977 w Nagano) – japoński mangaka, autor serii Fairy Tail i Edens Zero.

## Życiorys
Hiro Mashima jako dziecko żył w górach. Gdy jego dziadek dał mu stare czasopisma o tematyce mangi zaczął przerysowywać postacie, zafascynowało go to na tyle, że postanowił zostać mangaką. Jego ulubioną mangą jest dzieło Akiry Toriyamy pt. Dragon Ball. Inspiracją dla niego były ww. dzieło Toriyamy, Ultimate Muscles i Dragon Quest. Uczęszczał do szkoły artystycznej, jednakże po czasie uznał, że taka forma nauki mu nie odpowiada. Zaczął następnie uczyć się samemu. W tym czasie Mashima oglądał ogromną liczbę filmów, dzięki czemu nauczył się lepiej odwzorowywać kąty i kadrowania. Jak sam twierdzi: „największy wpływ miały na niego Braveheart i Władca Pierścieni”.

## Przebieg kariery
W 1998 roku, w wieku 21 lat wydał swoją pierwszą mangę one-shot pt. Bad Boys Song w czasopiśmie „Magazine Flesh”. Za swoje drugie dzieło pt. Magician, wygrał w 1998 roku nagrodę nowicjuszy wydawnictwa Kōdansha.
W latach 1999–2005 pracował nad tytułem Rave Master. Dzieło było wydawane przez „Shūkan Shōnen Magazine” i sprzedało się ponad 18 milionów razy. Manga została przetłumaczona na wiele języków. Pierwsze jej 20 tomów doczekało się swojej telewizyjnej adaptacji w formie 51 odcinków. W latach 2002–2007 Mashima tworzył także dla magazynu „Comic Bom Bom” spin-off pt. Plue no Inu Nikki (pl. „Psi pamiętnik Plue“).
Od 2006 do 2017, w tygodniku „Shūkan Shōnen Magazine”, ukazywała się jego kolejna manga pt. Fairy Tail. Publikował także od kwietnia 2008 do 4 maja 2009 w miesięczniku „Shōnen Rival” mangę bazującą na grach Monster Hunter pt. Monster Hunter Orage.

## Nagrody i wyróżnienia
- W 2009 zdobył za Fairy Tail nagrodę Kōdansha Manga, w kategorii shōnen[5].
- W 2011: zdobył za 4 tom Fairy Tail nagrodę Sondermanna w kategorii manga (international).

## Styl
Dzieła Mashimy można jednoznacznie zaklasyfikować do gatunku shōnen. Wynika to m.in. z wielkiego zamiłowania do dzieł Toriyamy. Mashima także swoją tzw. „kreskę” początkowo wzorował na „kresce” Toriyamy. To jest też powodem podobieństwa jego dzieł do prac Eiichirō Ody (m.in. One Piece), a nie jak głosiła – rozpowszechniona poza granicami Japonii – plotka, jakoby Mashima był asystentem Ody. W rzeczywistości nie był nigdy asystentem żadnego mangaki.

## Dzieła

### Zakończone
- Fairy Tail (jap. フェアリーテイル Fearī Teiru)[1] 2006–2017[7], tygodniowo w „Shūkan Shōnen Magazine”
- Rave Master (jap. レイヴ Reivu)[1] od 1998 do 2005 tygodniowo w „Shūkan Shōnen Magazine”
- Plue no Inu Nikki (jap. プルーの犬日記) od 2002 do 2007
- Mashima-en (jap. ましまえん) 2003, zbiór one-shotów
- Monster Soul (jap. モンスターソウル)[1] od 2006 do 2007 w magazynie „Comic Bom Bom”
- Monster Hunter Orage (jap. モンスターハンター オラージュ Monsutā hantā orāju) od 2008 do 2009 w „Shōnen Rival”

### Trwające
- Edens Zero (jap. エデンズゼロ Edenzu Zero) od 2018 w magazynie „Shūkan Shōnen Magazine”[8]

### One-shoty
- Bad Boys Song, 1998
- Magician, 1998

## Ciekawostki
- W trzech dziełach Mashimy – czyli: Rave Master, jego spin-off: Plue no Inu Nikki oraz Fairy Tail – występuje wspólna postać: Plue. O ile w dwóch pierwszych dziełach jest to ta sama postać, o tyle w Fairy Tail, Plue jest już nowym bohaterem. Autor tłumaczy to tym, że dla niego „Plue nawet mógłby egzystować w realnym świecie i być jego zwierzakiem”[2].
- Mashima jest chrześcijaninem[9].
- Jest żonaty i ma córkę (ur. ok. 2006)[3].
- Jego ulubionym zespołem muzycznym jest Green Day[3].